# Csak kétszer élhetsz
A Csak kétszer élhetsz, DVD-s változatban Az álommeló (eredeti cím:You Only Move Twice) A Simpson család című amerikai rajzfilmsorozat nyolcadik évadának második epizódja, melyet eredetileg 1996. november 3-án sugárzott a Fox tévéhálózat. Magyarországon 2001. március 18-án mutatta be a Viasat3. Az epizód írója John Swartzwelder, rendezője Mike B. Anderson. A történet, melynek ötlete Greg Daniels-től származott, három alapvető elem köré épül: a család új városba költözik; Homernak új, barátságos főnöke lesz, akiről pedig később kiderül, hogy egy őrült zseni. Bart, Lisa és Marge saját, másodlagos történetekben szerepelnek az epizódban.
Az epizód címe utalás a Csak kétszer élsz című James Bond-filmre, a történet jelenetei pedig paródia formájában még számos egyéb utalást is tartalmaznak más Bond-filmekre, melyben még maga a brit szuperkém is feltűnik egy cameo-megjelenésben. Mivel az epizód fő része egy új városban, Ciprusvölgyben játszódik, a sorozat animátorainak teljesen új környezetet és háttereket kellett megtervezniük. Albert Brooks szinkronszínészként negyedik alkalommal szerepel a sorozat ezen epizódjában, ezúttal Homer új főnöke, Hank Scorpio szerepében, aki egyike lett a legnépszerűbb egy-epizódos Simpson-szereplőknek. Az You Only Move Twice pozitív kritikákban részesült, az IGN a nyolcadik évad legjobb epizódjának nevezte.

## Az epizód cselekménye
Homernak egy új állást ajánlanak fel a Globex vállalatnál, ami ugyan sokkal jobban fizet, azonban a családnak Springfieldből egy új városba, Ciprusvölgybe kellene költöznie. Családja kezdetben ellenzi az ötletet, de miután megnézik a város bemutatkozó videóját, nekik is el kell ismerniük, hogy Ciprusvölgy sokkal barátságosabb, mint Springfield, így aztán összecsomagolnak és elköltöznek a városból.
Nem sokkal megérkezésük után az új otthonukba találkoznak Homer új főnökével, Hank Scorpióval. Scorpio, aki nagyon barátságos és közvetlen, úgy tűnik a tökéletes főnök, egészen felvillanyozza Homert. Miután bemutatja neki a vállalatot, Scorpio Homerra bízza a nukleáris részleg dolgozóinak motiválását. Mindeközben Bart is megkezdi első napját az iskolában, ahol rá kell döbbennie, hogy osztályának színvonal jóval a springfieldi általános iskolai felett van. Mikor tanára felfedezi, hogy Bart nem tud olvasni és írni, a felzárkóztató osztályba küldi. Lisa elindul, hogy felfedezze a természetet, de hamar kiderül, hogy allergiás gyakorlatilag Ciprusvölgy egész vadvilágára. Marge megpróbálja folytatni otthoni napi rutinját, de ház automatikusan minden házimunkát elvégez helyette. Marge, mivel semmi teendője sincs, egész nap búslakodik és bort iszik.
Homer remekül végzi a munkáját, de néhány nap múlva felfedezi, hogy az általa motivált csapat kezd kimerülni. Úgy véli a helyzet megoldása kényelmes függőágyak beszerzésében rejlik, ezért felkeresi Scorpiót, hogy megkérdezze tőle, hol szerezheti be azokat. Scorpio éppen a város „Függőágy-negyedéről” mesél Homernak, mikor közbejön valami fontos üzleti ügy. Egy hatalmas képernyőn bejelentkezik az Egyesült Nemzetek Szervezete Biztonsági Tanácsa, akiket Scorpio megfenyeget: amennyiben 72 órán belül nem szállítják le neki az aranyat, végítélet szerkezetével elpusztítja az 59. Utca-hidat. Annak ellenére, hogy ugyanabban a szobában tartózkodik, Homerban nem tudatosul, hogy Scorpio milyen ördögi terven munkálkodik.
Otthon, vacsora közben Homer büszkén dicsekszik családjának munkahelyi sikereiről, ám rá kell döbbennie, hogy családja többi tagja mind gyűlöli Ciprusvölgyet, és vissza akarnak menni Springfieldbe. Homert lehangolja a család lesújtó véleménye és úgy dönt, hogy felkeresi Scorpiót a Globex központjában. Látogatása éppen egybeesik az amerikai hadsereg támadásával a központ ellen, de Homer továbbra sem vesz észre semmit, abból, ami valójában Scorpio körül történik. Elmagyarázza főnökének a helyzetet és tanácsot kér tőle. Scorpio azt tanácsolja neki, hogy tegye azt, ami a legjobb a családjának. Miközben Homer búsan elvonul, Scorpio egy lángszórót magához ragadva száll szembe a támadó katonákkal.
Másnap a család visszatér Springfiledbe. A földön heverő újság címlapján Scorpio képe szerel, aki közben elfoglalta az Egyesült Államok keleti partvidékét. Scorpio, akinek Homer korábban elmondta, hogy az az álma, hogy egyszer az övé legyen a Dallas Cowboys, elküldte neki a Denver Broncos egész csapatát ajándékba.

## Gyártás
Az epizód történetének eredeti ötlete Greg Daniels-től származott, a cselekmény vázát képző három fő elemet viszont már a sorozat írói dolgozták ki. Az első, hogy a Simpson család elköltözik Springfield városából. Az írók azt szerették volna elérni, hogy a nézők azt elhiggyék, hogy ez egy tartós változás lesz a család életében. Ennek érdekében megpróbáltak minél több szereplőt szerepeltetni az epizód első néhány jelenetében, hogy úgy tűnjön, mintha a család valóban huzamosabb időre távozna. A második, hogy Homer új, barátságos főnököt kap, aki kontrasztként jelenik meg Mr. Burns-szel szemben, a 19. század hatalomelvű vezetőit stílusát képviseli. A harmadik, hogy Homer új főnöke, barátságos és közvetlen természete ellenére egy Ernst Stavro Blofeld mintájára megalkotott szuper bűnöző. Ez utóbbi egy háttérelem, melynek ténye felett Homer mindig átsiklik és fel sem tűnik neki.
Az írók megpróbáltak a család minden tagjának saját történetet adni az epizódban. A stáb tagjainak véleménye megoszlott Marge alkoholizmusba való menekülésé felől, mivel volt aki úgy gondolta, hogy ez igen lehangoló. Az epizódban eredetileg szerepelt volna egy további néhány jelenetes történet is a Springfieldben hátrahagyott Simpson nagypapával, akinek egy automatikus üzeneteket küldő telefonszolgáltatás viselte volna gondját, amíg a család távol van. Ez a történet végül nem került bele a végleges változatban, de az évad DVD-kiadásában megtalálható az extrák között. A gyártási folyamat jelentős hányadában Ciprusvölgy (Cypress Creek) neve Smaragdbarlang (Emerald Caverns) volt, melyet csak később kereszteltek át az alkotók Ciprusvölgyre, mivel úgy érzeték, hogy ennek a névnek sokkal inkább „Szilícium-völgyes” a csengése.
A sorozat írói nem fektettek különösebb hangsúlyt Scorpio mondatainak pontos kidolgozására, mivel tudták, hogy Brooks úgy is átírná, illetve újakkal helyettesítené azokat. Scorpio monológjainak egész részeit, így például a függőágyas-szövege is Brooks szerzeménye. A Homer hangját adó Dan Castellaneta nyilatkozata szerint mire felkészült a Brooks-szal való közös jelenetekre és a komikus új szövegére, Brooks a felvételkor ismét más szavakat adott Scorpio szájába. Josh Weinstein véleménye szerint Homer reakciói pontosan olyanok, mint amilyen bárkié lenne, mikor Albert Brooks-szal beszélget. Brooks jeleneteinek felvétele több mint két órát vett igénybe. Brooks a 2007-es Simson család-mozifilmben Russ Cargillnak kölcsönözte a hangját. Kezdetben, „nagyjából egy hétig” Brooks úgy tudta, hogy ismét Scorpio szerepében fog visszatérni, de a film alkotói úgy gondolták, hogy jobb ötlet, ha inkább egy új szereplőt alkotnak meg.
Az epizód számára az új helyszín miatt teljesen új díszletekre volt szükség. Az epizód képes forgatókönyvét Christian Roman, John Reiss és Mike Anderson készítette el. Az eredeti változatban Kiskrampusz és Hógolyó 2 nem szerepelt és csak utólag kerültek bele, bár magának a történetnek nem voltak szereplői. Az epizóddal kapcsolatban egy széles körben elterjedt tévhit, hogy a sorozat alkotói Hank Scorpio külsejét Richard Bransonról, angol milliárdosról mintázták. Ez azonban tévedés. A szereplőnek az elkészült epizódban látható végső változatát az írók a „a tökéletes elmebetegnek” nevezték. Az iskola felzárkóztató csoportjában látható osztálytársak frizuráját az alkotók eredetileg Ralph Wiggum hajáról mintázták, de mivel az alkotók úgy vélték, hogy a gyerekek „valahogy problémásan” festettek, végül megváltoztatták.
A férfi, akit Homer elgáncsol az egyik jelenetben valóban a James Bond nevet viselte volna, de a Fox ügyvédeinek véleményezése után elálltak a név használatától. Az írók ezért a „Bont” nevet választották, mivel ez a név állt az eredetihez a legközelebb, melyet jogi problémák nélkül használhattak.

## Utalások az epizódban
Az epizód végén látható Globex-jelenet több utalást is tartalmaz különböző akció- és James Bond-filmekre. A legtöbb ilyen utalás, csakúgy mint az epizód címe is, a Csak kétszer élsz és a Halálvágta című filmeket idézi. A Sean Connery által alakított Bondra emlékeztető szereplő jelenete, akit szökés közben Homer gáncsol el, a Goldfinger lézeres jelenetének paródiája. Az 1976-os Casino Royale című Bond-paródiában szereplő Mrs. Goodthighs szintén feltűnik az epizód egyik jelenetében, melyben a Gyémántok az örökkévalóságnak és az Aranyszem képeit idéző módon megtámad egy Norman Schwarzkopf tábornokot mintázó szereplőt.
A Ciprusvölgyi általános iskola tábláján a „www.studynet.edu” internetes cím olvasható, mely Josh Weinstein véleménye szerint az egyik legidőszerűbb vicc a sorozat történetében volt az epizód sugárzásakor. A vicc lényege, hogy 1996-ban technikailag meglehetősen fejlett lett volna az az általános iskola, melynek saját weboldala lett volna.
Az epizód végén hallható, Ken Keeler által szerzett zeneszám több Bond-film aláfestő zenéjének paródiája. Keeler zenéje eredeti változatában három másodperccel hosszabb volt és leginkább a Goldfinger zenéjére emlékeztetett. Az epizód végső változatában a zene rövidebb, a dal szövege pedig gyorsabb lett. Az epizód írói azt szerették volna, hogy a dalt a számos Bond-főcímdal előadójaként is ismert Shirley Bassey énekelje, ezt azonban végül nem tudták megszervezni.

## Az epizód fogadtatása
Homer új főnöke, Hank Scorpio a legnépszerűbb kitalált szereplő, akinek  Albert Brooks kölcsönözte a hangját. Az IGN 2006-ban Brooks-ot nevezte A Simpson család legjobb vendégszereplőjének, Scorpiót pedig a humorista legjobb alakításának a sorozatban. A Phoenix.com saját listáján Brooks-ot szintén az első helyre tette. Planet Simpson című könyvében Chris Turner csupán a második helyre, Phil Hartman mögé sorolja Brooks-ot a sorozat legjobb vendégszereplői között. Turner véleménye szerint „Brooks fergetegesen szatirikus és természetes módon alakítja Scorpio paradox jellemét”. Az író külön kiemeli Scorpio utolsó mondatát is, mely vitathatatlan helyet biztosított Brooks számára A Simpson család történetében. A Simpson család új lakáscíme, a Maple Systems Road 15201 (a magyar változatban Juhargépsor út) a sorozat egyik írójának, Ken Keelernek a kedvenc utcaneve a sorozatban.
Az IGN az epizódot a nyolcadik évad legjobbjának nevezte, mely „ékes példája a humor lassú felépítésének az epizódban […] amit lehetetlen anélkül jellemezni, hogy a sorozat minden idők legjobb epizódjai közé ne sorolnánk”. Warren Martyn és Adrian Wood, az I Can’t Believe It’s a Bigger and Better Updated Unofficial Simpsons Guide című sorozatkalauz írói „óriásinak” nevezték az epizódot, melyben „számos valóban remek pillanata van”, melyek között szerepel Bart, Lisa és Marge különálló ciprusvölgyi története. A szerzők szintén kiemelték Hank Scorpiót, különösen annak Christopher Walken-féle öldöklős jelenetét. A háttérjelenetet, melyben Lisa sétája során az erdőben a mókust elragadja egy bagoly, minden idők legjobb mellékpoénjának nevezték a sorozat történetében.

## Fordítás
- Ez a szócikk részben vagy egészben  a   You Only Move Twice című angol Wikipédia-szócikk fordításán alapul.  Az eredeti cikk szerkesztőit annak laptörténete sorolja fel. Ez a jelzés csupán a megfogalmazás eredetét és a szerzői jogokat jelzi, nem szolgál a cikkben szereplő információk forrásmegjelöléseként.